# A Waste of Shame
A Waste of Shame: The Mystery of Shakespeare and His Sonnets is een televisiedrama uit 2005 rond William Shakespeare en de samenstelling van zijn sonnetten. Deze televisiefilm werd voor het eerst uitgezonden op 22 november 2005 op BBC Four. De lange titel werd afgeleid van de eerste regel uit sonnet 129: The expense of spirit in a waste of shame.

## Rolverdeling
| Acteur               | Personage                        |
| -------------------- | -------------------------------- |
| Rupert Graves        | William Shakespeare              |
| Tom Sturridge        | William Herbert (the Fair Youth) |
| Indira Varma         | Lucie (the Dark Lady)            |
| Zoë Wanamaker        | Mary Sidney                      |
| Anna Chancellor      | Anne Hathaway                    |
| Andrew Tiernan       | Ben Jonson                       |
| Nicky Henson         | John Shakespeare                 |
| Alan Williams        | George Wilkins                   |
| Nicholas Rowe        | Richard Burbage                  |
| John Voce            | William Kemp                     |
| Tom Hiddleston       | John Hall                        |
| Christopher Fairbank | Arts                             |
| Ian Hughes           | Thomas Thorpe                    |
| Clem Tibber          | Hamnet Shakespeare               |